# هنرهای تجسمی

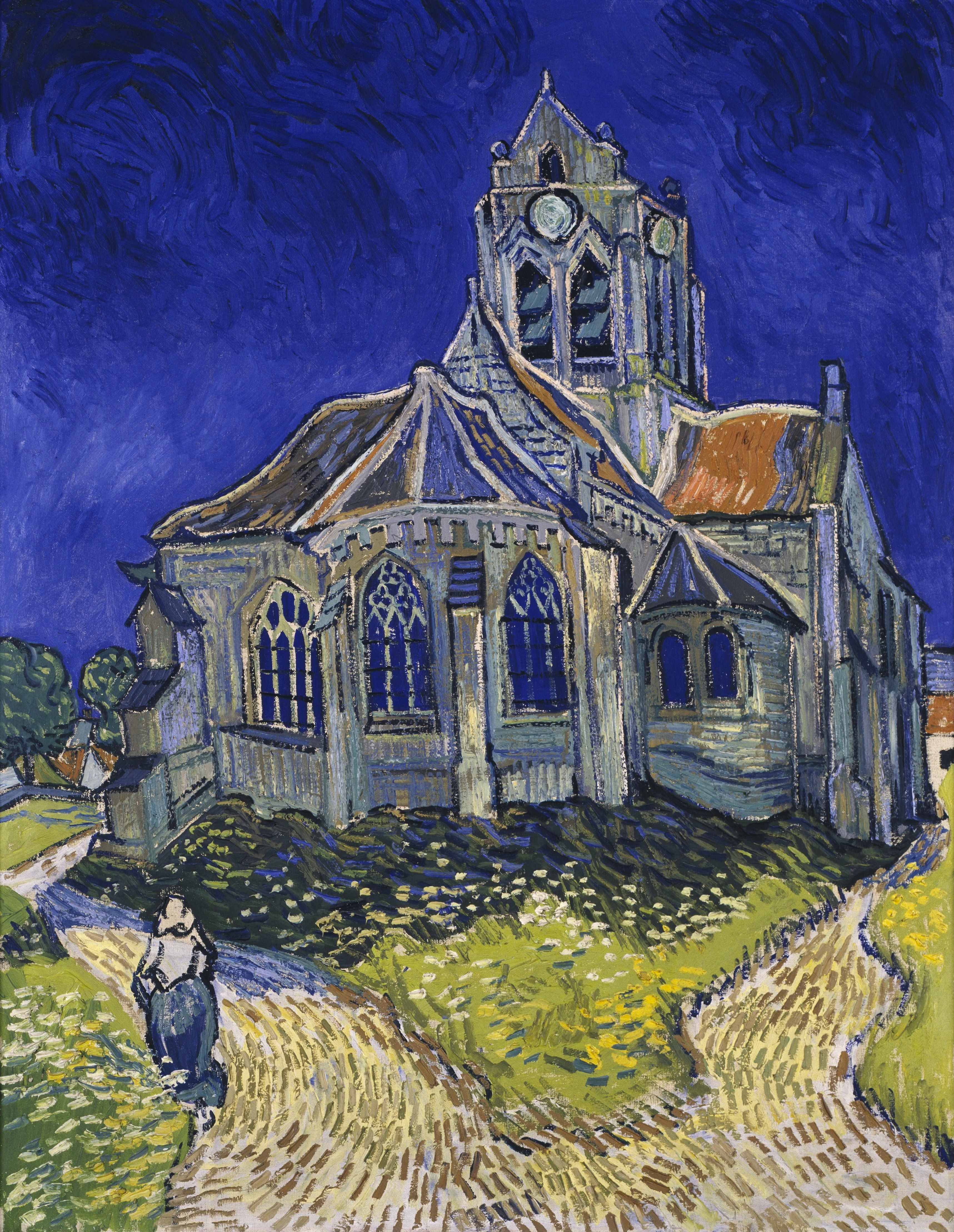
نقاشی رنگ و روغن اثر ونسان ون گوگ ۱۸۹۰

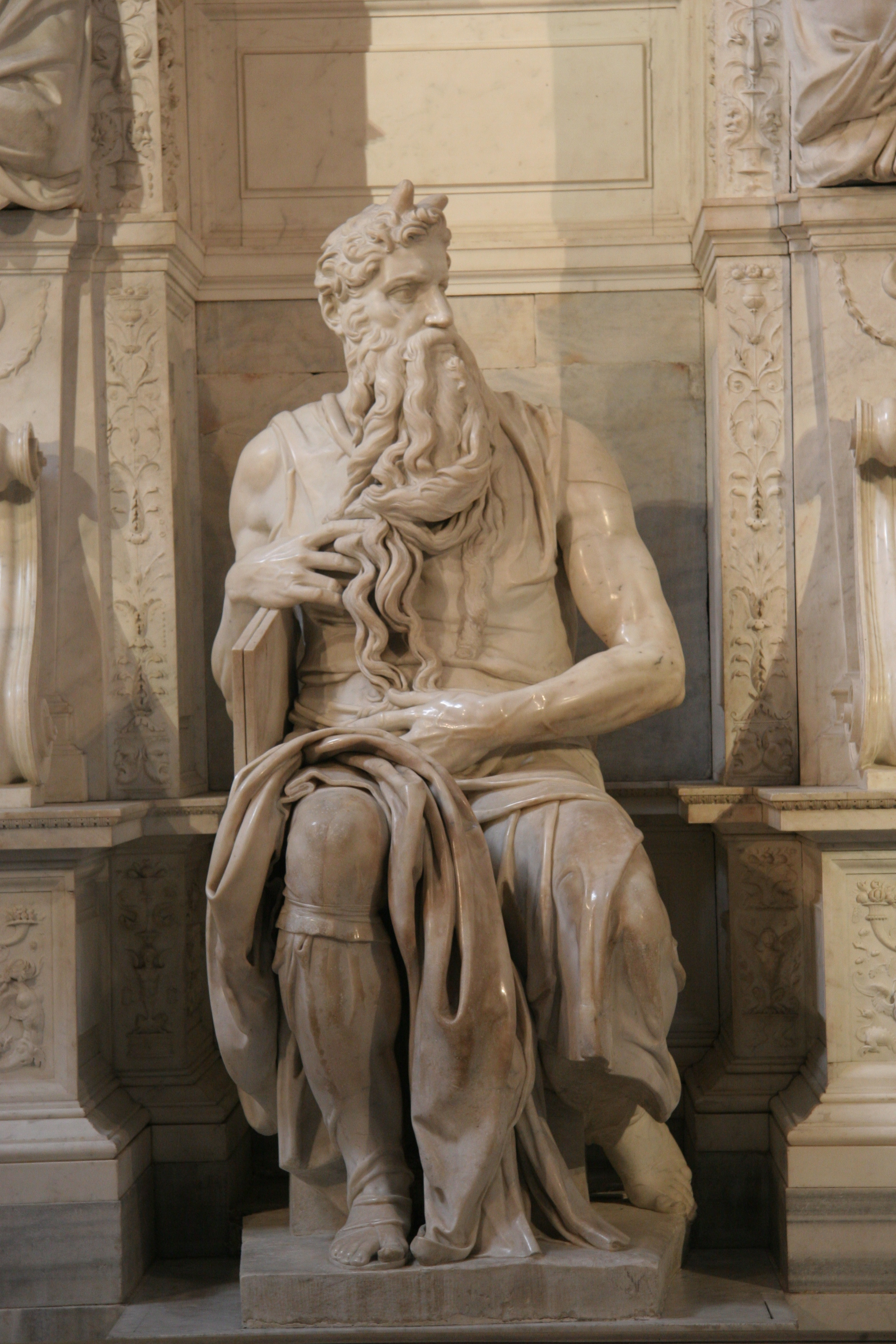
مجسمهٔ موسی از سنگ مرمر اثر میکل آنژ بین سالهای ۱۵۱۳ تا ۱۵۱۵ م

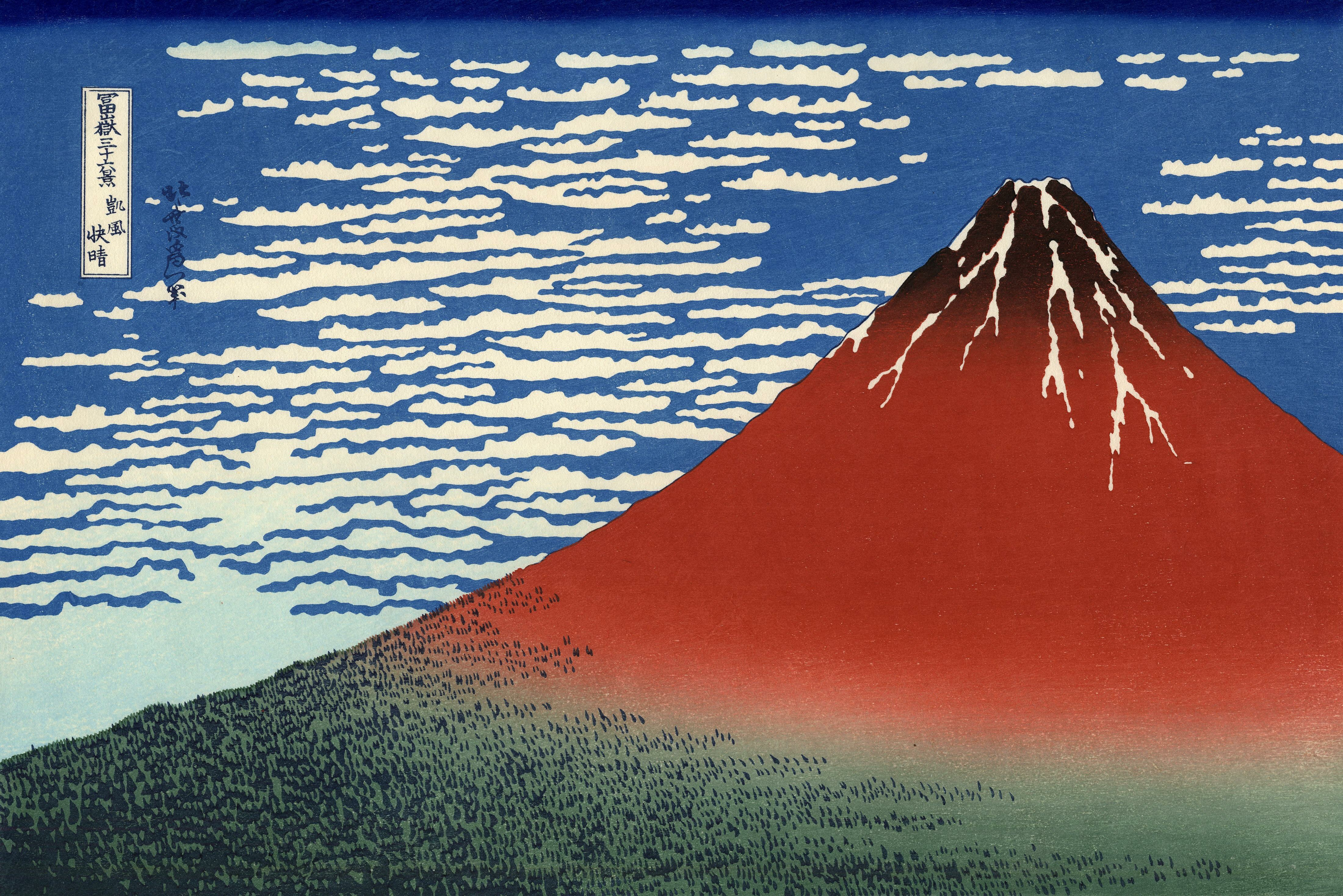
چاپ دستی (باسمه چوبی) رنگی، از مجموعهٔ سی و شش چشم‌انداز کوه فوجی، ش. ۳۳، اثر هوکوسائی اولین نسخه چاپ شده حدود ۱۸۳۰م

هنرهای تجسمی که گاه با اصطلاح هنرهای بصری یاد می‌شوند، هنرهای مبتنی بر حس بینایی مانند نقاشی، خوشنویسی، مجسمه‌سازی، طراحی محصول، چاپ دستی، عکاسی، گرافیک، تصویرسازی، طراحی صنعتی، صنایع دستی، ویدئو، فیلمسازی و طراحی داخلی است. همچنین هنرهای تجسمی شامل گروه دیگری با عنوان هنرهای کاربردی مانند طراحی صنعتی، طراحی گرافیک، طراحی مد، طراحی داخلی و هنر تزئینی، شوگرآرت می‌شود. در حال حاضر هنرمند تجسمی به شخصی گفته می‌شود که در زمینه هنرهای زیبا یا هنرهای کاربردی به شکل اصولی آموزش دیده یا تحصیل کرده‌است و فعالیت دارد.
قلمرو کاری طراحی و هنرهای تجسمی بسیار گسترده‌است. در اصل این قلمرو همهٔ آنچه که می‌توان دید به جز نمایش را در بر می‌گیرد. منظور از نمایش هنرهایی مانند تئاتر، موسیقی، یا اُپرا است. البته مرز مشخص و درستی میان این تعاریف نیست؛ مثلاً توجه کنید به هنر تن و بدن یا مثلاً فیلم و هنر رسانه‌ای که می‌توانند همهٔ دسته‌های دیگر هنر را در خود جای دهند.

## جشنواره ها
- جشنواره هنرهای تجسمی فجر